# Baccaurea dulcis
Baccaurea dulcis är en emblikaväxtart som först beskrevs av William Jack, och fick sitt nu gällande namn av Johannes Müller Argoviensis. Baccaurea dulcis ingår i släktet Baccaurea och familjen emblikaväxter. Inga underarter finns listade i Catalogue of Life.